# 梅斯克瓦基聚居地 (愛荷華州)
梅斯克瓦基聚居地（英語：Meskwaki Settlement）是位於美國愛荷華州泰馬縣的一個非建制地區。該地的面積和人口皆未知。

## 地理
梅斯克瓦基聚居地所處的海拔為高於海平面274米（即899英呎），而該地所採用的時區為UTC-6，即北美中部時區（CST）。同時該地設有夏令時間，為UTC-6調快一小時，即UTC-5（CDT）。